# Christian Nørgaard
Christian Nørgaard (Koppenhága, 1994. március 10. –) dán válogatott labdarúgó, az angol Arsenal középpályása.

## Pályafutása

### Klubcsapatokban
Nørgaard a dán fővárosban, Koppenhágában született. Az ifjúsági pályafutását a Heimdal és az Espergærde csapatában kezdte, majd a Lyngby akadémiájánál folytatta.
2011-ben mutatkozott be a Lyngby felnőtt keretében. 2012-ben a német Hamburger SV szerződtette. 2013-ban visszatért Dániába és a Brøndbynél folytatta a labdarúgást. 2018-ban az olasz Fiorentinához igazolt. 2019. július 1-jén szerződést kötött az angol másodosztályban szereplő Brentford együttesével. Először a 2019. augusztus 17-ei, Hull City ellen 1–1-es döntetlennel zárult mérkőzésen lépett pályára. A 2020–21-es szezonban feljutottak a Premier League-be. Első ligagólját 2021. augusztus 13-án, az Arsenal ellen hazai pályán 2–0-ra megnyert találkozón szerezte meg.
2025. július 10-én két évre szerződtette az Arsenal.

### A válogatottban
Nørgaard az U16-ostól az U21-esig több korosztályos válogatottban is képviselte Dániát.
2020-ban debütált a felnőtt válogatottban. Először a 2020. szeptember 8-ai, Anglia ellen 0–0-ás döntetlennel zárult mérkőzésen lépett pályára. Első válogatott gólját 2021. október 9-én, Moldova ellen 4–0-ra megnyert VB-selejtezőn szerezte meg.

## Statisztikák
2023. április 22. szerint
| Klub       | Szezon   | Osztály          | Bajnokság | Bajnokság | Kupa  | Kupa | Nemzetközi | Nemzetközi | Összesen | Összesen |
| Klub       | Szezon   | Osztály          | Meccs     | Gól       | Meccs | Gól  | Meccs      | Gól        | Meccs    | Gól      |
| ---------- | -------- | ---------------- | --------- | --------- | ----- | ---- | ---------- | ---------- | -------- | -------- |
| Brøndby    | 2013–14  | Danish Superliga | 13        | 0         | 0     | 0    | —          | —          | 13       | 0        |
| Brøndby    | 2014–15  | Danish Superliga | 21        | 3         | 2     | 1    | 1          | 0          | 24       | 4        |
| Brøndby    | 2015–16  | Danish Superliga | 16        | 0         | 3     | 0    | 4          | 0          | 23       | 0        |
| Brøndby    | 2016–17  | Danish Superliga | 31        | 4         | 3     | 1    | 8          | 0          | 42       | 5        |
| Brøndby    | 2017–18  | Danish Superliga | 34        | 1         | 4     | 1    | 3          | 0          | 41       | 2        |
| Brøndby    | 2018–19  | Danish Superliga | 1         | 0         | 0     | 0    | —          | —          | 1        | 0        |
| Brøndby    | Összesen | Összesen         | 116       | 8         | 12    | 3    | 16         | 0          | 144      | 11       |
| Fiorentina | 2018–19  | Serie A          | 6         | 0         | 0     | 0    | —          | —          | 6        | 0        |
| Brentford  | 2019–20  | Championship     | 45        | 0         | 0     | 0    | —          | —          | 45       | 0        |
| Brentford  | 2020–21  | Championship     | 18        | 0         | 4     | 1    | —          | —          | 22       | 1        |
| Brentford  | 2021–22  | Premier League   | 35        | 3         | 3     | 0    | —          | —          | 38       | 3        |
| Brentford  | 2022–23  | Premier League   | 22        | 1         | 1     | 0    | —          | —          | 23       | 1        |
| Brentford  | Összesen | Összesen         | 120       | 4         | 8     | 1    | 0          | 0          | 128      | 5        |
| Összesen   | Összesen | Összesen         | 242       | 12        | 20    | 4    | 16         | 0          | 278      | 16       |

### A válogatottban
| Válogatott | Év       | Pályára lépés | Gól |
| ---------- | -------- | ------------- | --- |
| Dánia      | 2020     | 1             | 0   |
| Dánia      | 2021     | 14            | 1   |
| Dánia      | 2022     | 3             | 0   |
| Dánia      | 2023     | 2             | 0   |
| Összesen   | Összesen | 20            | 1   |

#### Góljai a válogatottban
| # | Időpont          | Helyszín                          | Ellenfél | Gólok | Eredmény | Kiírás               |
| - | ---------------- | --------------------------------- | -------- | ----- | -------- | -------------------- |
| 1 | 2021. október 9. | Zimbru Stadion, Chișinău, Moldova | Moldova  | 3–0   | 4–0      | 2022-es VB-selejtező |

## Sikerei, díjai
Brøndby
- Dán Kupa
  - Győztes (1): 2017–18

Brentford
- Championship
  - Feljutó (1): 2020–21